# Кома (оптика)

Схема утворення коми: промені, які приходять під кутом до оптичної осі збираються не в одній точці

Коматична аберація або Кома (від дав.-гр. κόμη - волосся) - одна з п'яти аберацій Зейделя оптичних систем; проявляється в тому, що кожна ділянка оптичної системи, віддалена від її осі на відстань d (кільцева зона), дає зображення світної точки у вигляді кільця, радіус якого тим більше, чим більше d; може розглядатися як сферична аберація променів, що проходять не через оптичну вісь системи. Центри кілець не збігаються, в результаті чого їх накладення, тобто зображення точки, що дається системою в цілому, приймає вигляд несиметричної плями розсіювання. Розміри цієї плями пропорційні квадрату кутової апертури системи і віддалі точки-об'єкта від осі оптичної системи.
Кома дуже велика в параболічних рефлекторах і є основним чинником, що обмежує їх поле зору. У складних оптичних системах кому зазвичай виправляють спільно зі сферичною аберацією підбором лінз. Оптичні системи з виправленими коматичною і сферичною аберацією називаються апланатами. Якщо при виготовленні системи допущена децентровка однієї з поверхонь, то кома спотворює зображення і тих точок, які розташовані на осі оптичної системи.
Вертикальна кома є найбільш вираженою з аберацій вищого порядку у пацієнтів з кератоконусом, захворюванням рогівки.

## Інтернет-ресурси
- Canon Lens Work II // Кома (коматическая аберрация) (англійською) . Архів оригіналу за 29.03.2010. Процитовано 09.01.2011.